# 罗伊·亨克尔
罗伊·亨克尔（德語：Roy Henkel，1905年8月22日—1981年10月6日），加拿大男子冰球运动员，场上位置是后卫。他曾代表加拿大参加1932年冬季奥林匹克运动会冰球比赛，获得一枚金牌。